# Chase Tower (Indianapolis)
Chase Tower je nejvyšší mrakodrap ve městě Indianapolis a je i nejvyšší ve státě Indiana (USA). Oficiální uznávaná výška je 253 m (výška vrcholu antén). Má 48 pater a střecha posledního z nich je ve výšce 214 m. Na střeše má 2 antény, ale pouze jedna z nich je v provozu a vysílá. Ta druhá slouží jen jako architektonický prvek. Práce na stavbě začaly v roce 1988 a skončily v roce 1990. V budově se nacházejí hlavně kanceláře a v nižších patrech i maloobchodní prostory, tyto prostory obsluhuje 27 výtahů. Její adresa je Monument Circle 111.